# Abas (fils de Mélampous)
Pour les articles homonymes, voir Abas.
Dans la mythologie grecque, Abas (en grec ancien Ἄβας) est un devin d'Argos, fils du devin et guérisseur Mélampous et de son épouse Iphianassa (ou Lysippé).  

## Présentation
Abas fait partie de la lignée des Abantides, petit-fils d'Amythaon et arrière-petit-fils d'Abas, fils de Lyncée et roi d'Argos. 
Il est le père de Lysimaché, femme de Talaos et mère d'Adraste, du devin Idmon, héritier des qualités de son grand-père, et de Coeranos,.
On sait qu'il possédait une statue dans le Temple de Delphes

### Sources antiques
- Pseudo-Apollodore, Bibliothèque [détail des éditions] [lire en ligne] (I, 9, 13) ;
- Pausanias, Description de la Grèce [détail des éditions] [lire en ligne] (I, 43).

### Dictionnaires
- (de) Wilhelm Heinrich Roscher, « Abas 10 », dans Ausführliches Lexikon der griechischen und römischen Mythologie, Leipzig, 1886, vol. 1, col. 2.